# Villa Progreso (Managua)
Villa Progreso es una colonia urbana ubicada en el costado suroeste del Distrito VI de la ciudad de Managua. 
La construcción de los primeros bloques de casas inició en 1975 por el llamado Banco de la Vivienda de Nicaragua (BVN) durante el gobierno del presidente Anastasio Somoza Debayle.

## Límites
Limita al norte con el barrio Carlos Marx,  al sur con el barrio Georgino Andrade, al este con la colonia Rubén Darío y al oeste con el barrio Nueva Libia.

## Puntos de interés
En el costado este de Villa Progreso se encuentra el Parque Los Amigos, que fue remodelado durante el gobierno de Violeta Barrios de Chamorro.
En el costado noreste está ubicada la Rotonda Larreynaga, más conocida como "Rotonda de La Virgen" por la escultura de concreto de 10 metros de altura ubicada en el centro y que fue elaborada por el escultor Arnoldo Guillén. 
Sus pobladores cuenta con un Puesto Médico y un Instituto Público de enseñanza primaria y secundaria en los turnos matutino y vespertino.